# Transmission-Line-Matrix-Methode
Viele Probleme der modernen Mikrowellentechnik lassen sich nur durch numerische Verfahren zufriedenstellend lösen. Zum Beispiel lassen sich die technischen Eigenschaften einer Handyantenne wie deren Abstrahlverhalten nicht mehr mit geschlossenen mathematischen Ansätzen lösen, sondern nur noch mit computergestützten numerischen Methoden. Eine dieser Methoden ist die Transmission-Line-Matrix-Methode, kurz: TLM-Methode.

## Grundalgorithmus
Bei der Transmission-Line-Matrix-Methode (TLM-Methode) handelt es sich um ein differentielles numerisches Verfahren im Zeitbereich zur Lösung hyperbolischer Differentialgleichungen. Sie wurde das erste Mal von P. B. Johns und R. L. Beurle im Jahre 1971 vorgestellt, um zweidimensionale elektromagnetische Feldprobleme zu lösen.
Der Simulationsraum wird dabei, wie bei jedem numerischen Verfahren zur Lösung elektromagnetischer Feldprobleme in viele kleine Basiszellen unterteilt. Im Falle der TLM-Methode durch ein Netzwerk von TEM-Wellenleitern (engl. Transmissionlines), die miteinander an ihren Eingangstoren verbunden sind. Ein Konstrukt aus zwei sich unter dem Winkel von 90° kreuzenden TEM-Leitungen wird als TLM-Zelle oder TLM-Knoten bezeichnet.

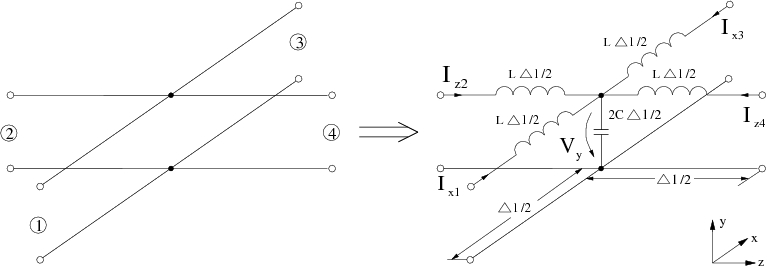
Zweidimensionale TLM-Knoten nach Johns und Breule

Auf den TEM-Wellenleitern breiten sich bei Anregung des Netzwerkes an den Eingangstoren Dirac-Impulse (siehe Delta-Distribution) aus, die in der Knotenmitte einer jeden Zelle gestreut werden, zurück zu den Eingangstoren laufen und dann als neue Impulse an den Eingangstoren benachbarter Zellen anliegen. Der nächste Iterationsschritt besteht wiederum aus einer Streuung der an den Eingangstoren anliegenden Impulse und der Weiterverteilung an die benachbarten Zellen. Die Impulse – im Folgenden immer als Wellenamplituden bezeichnet – lassen sich, wie später noch gezeigt wird, mit einzelnen elektromagnetischen Feldkomponenten (elektrische Feldstärke und magnetische Feldstärke) in Relation setzen. Im Lauf der Jahre wurden verschiedene Arten von TLM-Zellen auch für den dreidimensionalen Fall entwickelt und publiziert. Der am meisten verbreitete Knoten ist der (SCN Symmetrical Condensed Node), der von Johns im Jahre 1987 vorgestellt wurde.
In seiner Grundausführung besitzt der SCN 12 Tore. Durch die 12 Wellenamplituden werden jeweils zwei Polarisationen, die um 90° verdreht sind, auf jeder Würfelfläche nachgebildet. Der SCN stellt den am meisten verbreiteten Knotentyp dar.
Allgemein kann das TLM-Schema für den SCN in der folgenden Form angegeben werden:
{\displaystyle \mathbf {b} _{k;l,m,n}=\mathbf {S} \mathbf {a} _{k-1;l,m,n}}
{\displaystyle \mathbf {a} _{k-1;l,m,n}=\mathbf {\Gamma } \mathbf {b} _{k-1;l,m,n}}
b und a stellen dabei zwölfdimensionale (in der Grundform des luftleeren Raums) Vektoren dar, die die einlaufenden (a) und reflektierten (b) Wellenamplituden einer jeden TLM-Zelle zusammenfassen.
{\displaystyle \Gamma } stellt den Verbindungsoperator da, der nach der Streuung der einlaufenden Wellenamplituden die Verteilung der gestreuten Wellenamplituden auf benachbarte Zellen übernimmt. Der Index k bezeichnet den diskreten Zeitschritt, wobei ganzzahlige k den Zeitpunkt markieren, bei dem sich die Wellenamplituden genau zwischen den Grenzflächen der TLM-Zellen befinden und n*k±1/2 den Zeitpunkt unmittelbar vor bzw. nach einer Streuung.
S bezeichnet die Streumatrix (Matrix) über die die einlaufenden und reflektierten Wellenamplituden miteinander verbunden sind. Sie hat die folgende Gestalt:
{\displaystyle \mathbf {S} ={\begin{bmatrix}\mathbf {0} &\mathbf {S} _{0}&\mathbf {S} _{0}^{T}\\\mathbf {S} _{0}^{T}&\mathbf {0} &\mathbf {S} _{0}\\\mathbf {S} _{0}&\mathbf {S} _{0}^{T}&\mathbf {0} \\\end{bmatrix}}}   mit    {\displaystyle \mathbf {S} _{0}={\begin{bmatrix}0&0&{\frac {1}{2}}&-{\frac {1}{2}}\\0&0&-{\frac {1}{2}}&{\frac {1}{2}}\\{\frac {1}{2}}&{\frac {1}{2}}&0&0\\{\frac {1}{2}}&{\frac {1}{2}}&0&0\\\end{bmatrix}}}
Zusammenfassend lässt sich der TLM-Algorithmus in die folgenden zwei Schritte gliedern:
- Streuung der einlaufenden Wellenamplituden.
- Verteilung der gestreuten Wellenamplituden an benachbarte Zellen.

Diese Zusammenhänge lassen sich sehr leicht in einen numerischen Maschinencode umsetzen, um durch einen Rechner ausgeführt zu werden.
In der Grundausführung besitzt der SCN zwölf Tore und damit zwölf Wellenamplituden, die sich synchron auf den Verbindungsleitungen ausbreiten und synchron gestreut werden. Dies kann nur dann aufrechterhalten werden, wenn alle Verbindungsleitungen dieselben Ausbreitungseigenschaften haben – also den gleichen Wellenwiderstand:
{\displaystyle Z_{0}={\sqrt {\frac {\mu _{0}\mu _{r}}{\varepsilon _{0}\varepsilon _{r}}}}}
und damit die gleiche Ausbreitungsgeschwindigkeit:
{\displaystyle c={\frac {1}{\sqrt {\mu _{0}\mu _{r}\varepsilon _{0}\varepsilon _{r}}}}}.
Ein Vergleich der Maxwellschen Gleichungen und der Leitungsgleichungen im zweidimensionalen Fall zeigt, dass ein TLM-Gitter ein Medium doppelter Permittivität gegenüber den TEM-Leitungen modelliert. Die Ausbreitungsgeschwindigkeit ist demnach also um den Faktor 1/2 geringer, als durch die Materialparameter vorgegeben. Dies muss durch eine Skalierung des real simulierten Zeitschrittes {\displaystyle \Delta T} berücksichtigt werden. Im Falle des SCN ist der Skalierungsfaktor durch 1/2 gegeben, mit dem der Zeitschritt skaliert werden muss. Für ein Gitter aus TLM-Zellen der geometrischen Größe {\displaystyle \Delta T} ergibt sich damit ein real simulierter Zeitschritt {\displaystyle \Delta T} von:
{\displaystyle \Delta T={\frac {\Delta t}{2}}={\frac {\Delta l}{2c}}={\frac {\Delta l}{2}}{\sqrt {\mu _{0}\mu _{r}\varepsilon _{0}\varepsilon _{r}}}}.

## Abbildung zwischen den Netzwerk- und Feldgrößen
Die Abbildung der Wellenamplituden, die bei der Abarbeitung der Streu- und Verteilungsoperationen verwendet werden, und den physikalischen Feldgrößen stellt nochmals einen entscheidenden Punkt im Ablauf des Algorithmus dar, da die 12 Wellenamplituden des SCN auf 6 Feldgrößen abgebildet werden müssen bzw. bei der Anregung des Netzwerkes 6 Feldgrößen auf 18 Wellenamplituden.
Johns schlägt in seinen Originalarbeiten zum SCN folgende Abbildung vor, die auf der Überlegung basiert, dass nur die Wellenamplituden zu einer Feldkomponente beitragen können, die auch in die gleiche Koordinatenrichtung (im Fall der E-Felder) polarisiert sind bzw. die entsprechende Feldkomponente umschließen (im Fall der H-Felder). Die Feldkomponenten werden dabei ausschließlich aus einlaufenden Wellenamplituden {\displaystyle a_{k-1/2;l,m,n}^{i}} {\displaystyle i=1,\ldots ,12} des aktuellen Zeitschrittes k einer Zelle gebildet.
{\displaystyle E_{k-{\frac {1}{2}};l,m,n}^{x}={\frac {2}{\Delta l}}\left[{\frac {a^{7}+a^{8}+a^{9}+a^{10}}{4}}\right]_{k-{\frac {1}{2}};l,m,n}}
{\displaystyle E_{k-{\frac {1}{2}};l,m,n}^{y}={\frac {2}{\Delta l}}\left[{\frac {a^{1}+a^{2}+a^{11}+a^{12}}{4}}\right]_{k-{\frac {1}{2}};l,m,n}}
{\displaystyle E_{k-{\frac {1}{2}};l,m,n}^{z}={\frac {2}{\Delta l}}\left[{\frac {a^{3}+a^{4}+a^{5}+a^{6}}{4}}\right]_{k-{\frac {1}{2}};l,m,n}}
{\displaystyle H_{k-{\frac {1}{2}};l,m,n}^{x}={\frac {2}{Z_{0}\Delta l}}\left[{\frac {-a^{11}+a^{5}-a^{6}+a^{12}}{4}}\right]_{k-{\frac {1}{2}};l,m,n}}
{\displaystyle H_{k-{\frac {1}{2}};l,m,n}^{y}={\frac {2}{Z_{0}\Delta l}}\left[{\frac {a^{9}-a^{3}-a^{10}+a^{4}}{4}}\right]_{k-{\frac {1}{2}};l,m,n}}
{\displaystyle H_{k-{\frac {1}{2}};l,m,n}^{z}={\frac {2}{Z_{0}\Delta l}}\left[{\frac {a^{1}-a^{7}-a^{2}+a^{8}}{4}}\right]_{k-{\frac {1}{2}};l,m,n}}
Um Leistungsflüsse korrekt berechnen zu können, sind die Vorzeichen der H-Felder zur Aufrechterhaltung eines rechtshändischen Koordinatensystems im Gegensatz zu Johns Originalarbeit invertiert. Für die Abbildung der physikalischen Felder auf die Wellenamplituden des TLM-Gitters, die für die Anregung einer Struktur beim Start einer Simulation benötigt wird, gibt Johns in seiner Originalarbeit folgende Zuordnung an:
{\displaystyle a_{k-{\frac {1}{2}};l,m,n}^{1}={\frac {1}{2}}\Delta l(E_{k-{\frac {1}{2}};l,m,n}^{y}-Z_{0}H_{k-{\frac {1}{2}};l,m,n}^{z})}
{\displaystyle a_{k-{\frac {1}{2}};l,m,n}^{2}={\frac {1}{2}}\Delta l(E_{k-{\frac {1}{2}};l,m,n}^{y}+Z_{0}H_{k-{\frac {1}{2}};l,m,n}^{z})}
{\displaystyle a_{k-{\frac {1}{2}};l,m,n}^{3}={\frac {1}{2}}\Delta l(E_{k-{\frac {1}{2}};l,m,n}^{z}+Z_{0}H_{k-{\frac {1}{2}};l,m,n}^{y})}
{\displaystyle a_{k-{\frac {1}{2}};l,m,n}^{4}={\frac {1}{2}}\Delta l(E_{k-{\frac {1}{2}};l,m,n}^{z}-Z_{0}H_{k-{\frac {1}{2}};l,m,n}^{y})}
{\displaystyle a_{k-{\frac {1}{2}};l,m,n}^{5}={\frac {1}{2}}\Delta l(E_{k-{\frac {1}{2}};l,m,n}^{z}-Z_{0}H_{k-{\frac {1}{2}};l,m,n}^{x})}
{\displaystyle a_{k-{\frac {1}{2}};l,m,n}^{6}={\frac {1}{2}}\Delta l(E_{k-{\frac {1}{2}};l,m,n}^{z}+Z_{0}H_{k-{\frac {1}{2}};l,m,n}^{x})}
{\displaystyle a_{k-{\frac {1}{2}};l,m,n}^{7}={\frac {1}{2}}\Delta l(E_{k-{\frac {1}{2}};l,m,n}^{x}+Z_{0}H_{k-{\frac {1}{2}};l,m,n}^{z})}
{\displaystyle a_{k-{\frac {1}{2}};l,m,n}^{8}={\frac {1}{2}}\Delta l(E_{k-{\frac {1}{2}};l,m,n}^{x}-Z_{0}H_{k-{\frac {1}{2}};l,m,n}^{z})}
{\displaystyle a_{k-{\frac {1}{2}};l,m,n}^{9}={\frac {1}{2}}\Delta l(E_{k-{\frac {1}{2}};l,m,n}^{x}-Z_{0}H_{k-{\frac {1}{2}};l,m,n}^{y})}
{\displaystyle a_{k-{\frac {1}{2}};l,m,n}^{10}={\frac {1}{2}}\Delta l(E_{k-{\frac {1}{2}};l,m,n}^{x}+Z_{0}H_{k-{\frac {1}{2}};l,m,n}^{y})}
{\displaystyle a_{k-{\frac {1}{2}};l,m,n}^{11}={\frac {1}{2}}\Delta l(E_{k-{\frac {1}{2}};l,m,n}^{y}+Z_{0}H_{k-{\frac {1}{2}};l,m,n}^{x})}
{\displaystyle a_{k-{\frac {1}{2}};l,m,n}^{12}={\frac {1}{2}}\Delta l(E_{k-{\frac {1}{2}};l,m,n}^{y}-Z_{0}H_{k-{\frac {1}{2}};l,m,n}^{x})}
Auch hier ist der oben erwähnte Vorzeichenwechsel zur Aufrechterhaltung des rechtshändischen Koordinatensystems zur korrekten Leistungsflussberechnung bereits enthalten. {\displaystyle \Delta l} bezeichnet dabei die geometrische Abmessung einer TLM-Zelle.

## Frei verfügbare Programmpakete
- http://www.petr-lorenz.com/emgine/